# Tanjung Beringin (Pasma Air Keruh)
Tanjung Beringin is een bestuurslaag in het regentschap Empat Lawang van de provincie Zuid-Sumatra, Indonesië. Tanjung Beringin telt 842 inwoners (volkstelling 2010).